# Salenocidaris nudispina
Salenocidaris nudispina is een zee-egel uit de familie Saleniidae.
De wetenschappelijke naam van de soort werd in 1988 gepubliceerd door Markov.